# 医大一院站
医大一院站是哈尔滨地铁1号线的地铁车站，位于中国黑龙江省哈尔滨市南岗区东大直街与鞍山街交叉口，临近哈尔滨医科大学附属第一医院，于2013年9月26日开通。

## 车站结构
医大一院站是在既有“7381工程”车站位置上改造而来的车站，沿东大直街地下东北向西南设置，车站主体长133.4米，宽22.8-29.2米，受既有隧道结构限制，车站为地下三层侧式站台车站。车站地下一层为站厅层，地下三层为站台层。车站预留部分规划线路地下二层换乘结构。
| 地面              | 出入口 | 1-4出入口 |
| 地下一层          | 站厅   | 客服中心、自动售票机、验票机 |
| 地下二层          | 设备层 | |
| 地下三层          | 站台层 | \| 側式 · 開右邊车门 \| \| \| \| \| \| █ 1号线往新疆大街（博物馆） \| \| \| \| █ 1号线往哈尔滨东站（烟厂） \| \| 側式 · 開右邊车门 \| \| \| |
| 側式 · 開右邊车门 |        | |
|                   |        | █ 1号线往新疆大街（博物馆） |
|                   |        | █ 1号线往哈尔滨东站（烟厂） |
| 側式 · 開右邊车门 |        | |

## 车站出口
医大一院站共设4个出口，以及两个地下连通道连接地下一层的人和商城与秋林地下商城，各出口及周围设施如下所示：
| 编号                | 建议前往的目的地                                         | 照片 | 无障碍设施 |
| ------------------- | -------------------------------------------------------- | ---- | ---------- |
| 1 · 出口            | 鞍山街，东大直街，东大直街耶稣圣心主教座堂               |      | 不適用     |
| 2 · 出口 · （设有） | 东大直街，哈尔滨医科大学附属第一医院，黑龙江省总工会医院 |      |            |
| 3 · 出口            | 鞍山街，东大直街，大直街德国路德会教堂                   |      | 不適用     |
| 4 · 出口            | 东大直街，哈尔滨圣母帡幪教堂，哈尔滨市第六十九中学校     |      | 不適用     |
| 图例： 设有         |                                                          |      |            |

## 接驳交通

### 公交车
| 医大一院 | 医大一院             | 医大一院 | 医大一院         | 医大一院 |
| 编号     | 路线                 | 路线     | 路线             | 备注     |
| -------- | -------------------- | -------- | ---------------- | -------- |
| 10       | 花卉大市场           | ⇆        | 承德广场         |          |
| 14       | 会展中心公交换乘枢纽 | ⇆        | 河源街           |          |
| 46       | 柏悦星城公交首末站   | ⇆        | 朗江路公交首末站 |          |
| 74       | 昆仑商城             | ⇆        | 河梁街           |          |
| 89       | 哈东站               | ⇆        | 安隆街           |          |
| 104      | 糖业研究所           | ⇆        | 太平桥           |          |
| 夜104    | 糖业研究所           | ⇆        | 太平桥           |          |

## 车站历史
本站建设时期工程名为龙江街站，开通前更名为医大一院站。
- 2010年7月13日，车站主体结构封顶。
- 2013年9月26日，随1号线一二期工程通车一同开通[1]。
- 2022年4月20日，受新冠疫情影响，车站暂停运营[4]。5月5日，车站恢复运营[5]。